# Aparatul genital masculin
Aparatul genital masculin este ansamblu de organe numite organele sexuale,  care joacă un rol important în procesul de reproducere umană. Aceste organe sunt situate atât la interiorul corpului, cât și în exteriorul pelvisului.
Principalele organe sexuale masculine sunt penisul (în calitate de organ de copulație) și testiculele (producători de spermatozoizi). În timpul actului sexual are loc eliminarea spermatozoizilor în tractul genital feminin, urmat de fecundarea ovulului în interiorul trompelor uterine. Ovulul fecundat (zigot) se dezvoltă într-un embrion, apoi în făt, care mai târziu se naște ca un copil.

## Organe genitale externe

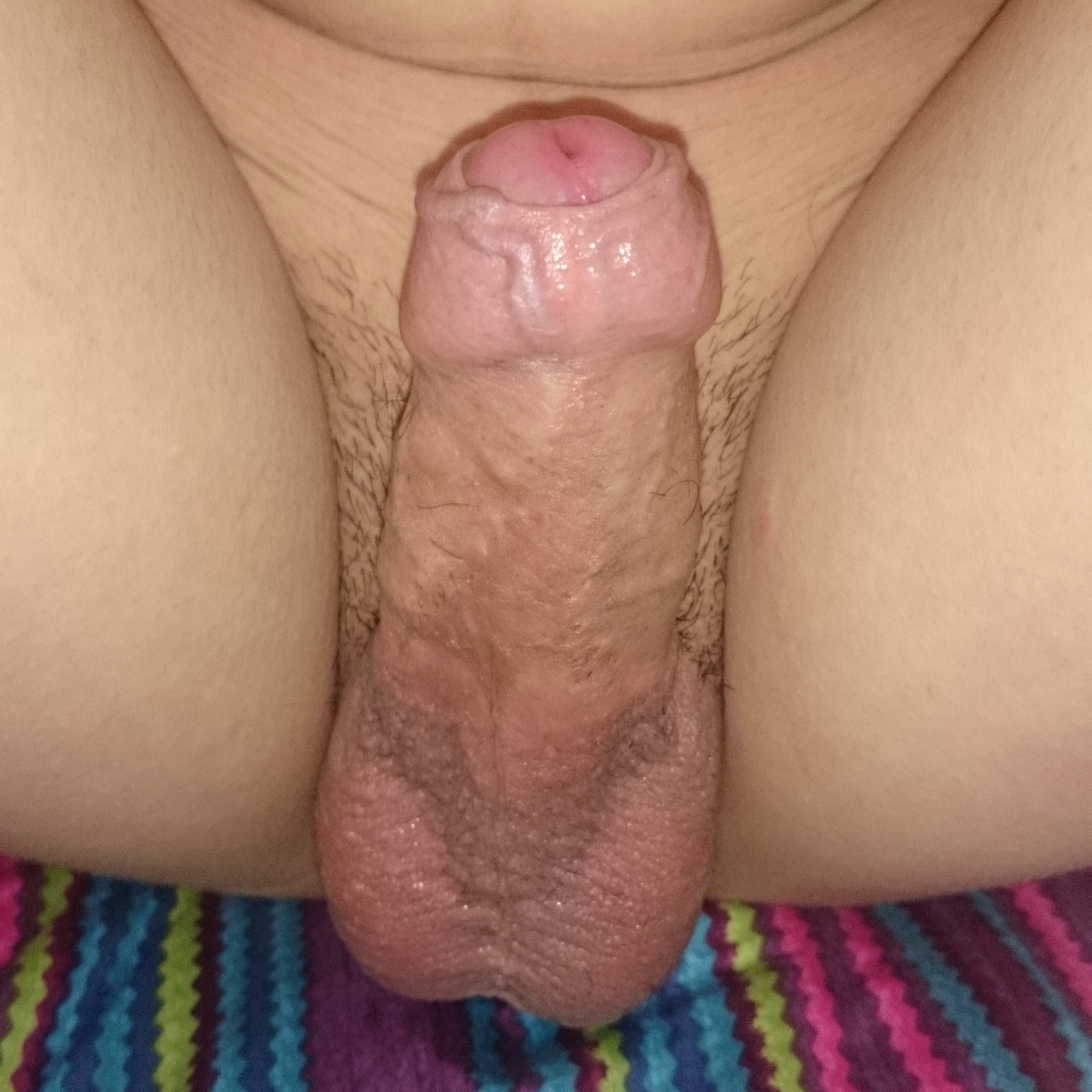
Penisul uman

### Penisul
Penisul este organul intromitent masculin. Are un ax lung și un vârf mărit, în formă de bulb, numit glandul penisului, acoperit de o proeminență tegumentară denumită prepuț. Atunci când bărbatul devine excitat sexual, penisul devine erect și gata pentru activitate sexuală. Erecția apare datorită umplerii cu sânge a sinusurilor (cavernelor) ale corpilor cavernoși penieni. Arterele penisului se dilatează în timp ce venele sunt comprimate, astfel încât sângele curge în țesutul erectil sub presiune. Penisul este vascularizat de artera dorsală peniană, ce provine din artera pudendală, ramură a arterei rușinoase.

### Scrotul

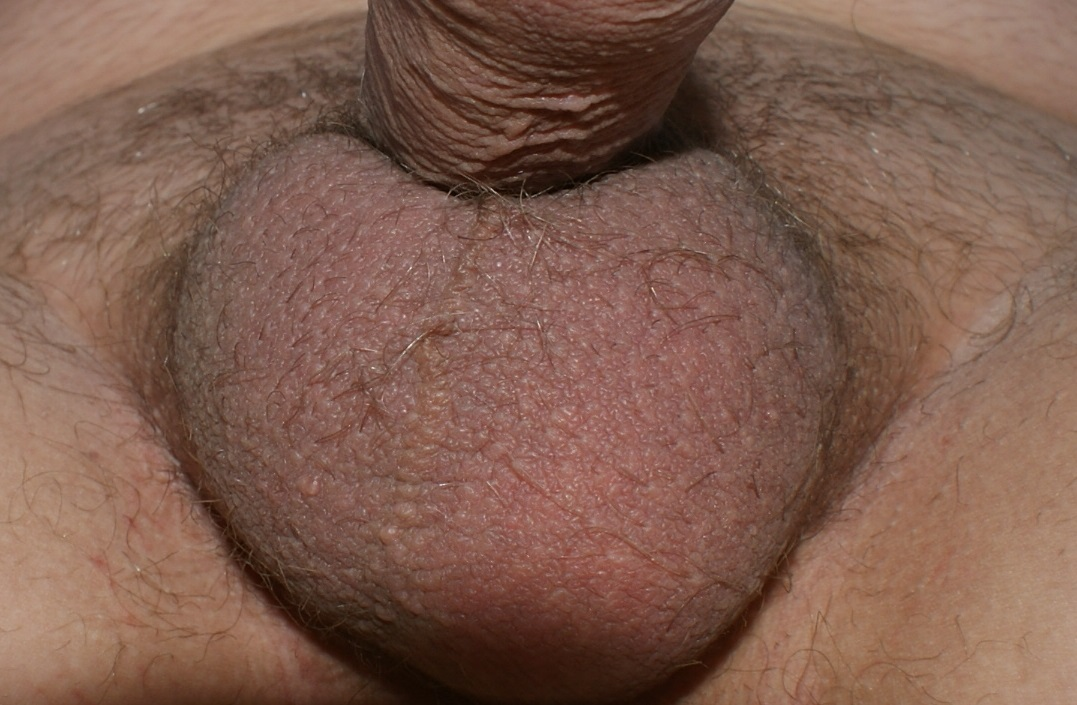
Scrotul uman

Scrotul este o structură asemănătoare unei pungi care atârnă posterior față de penisul. El conține și protejează testiculele. De asemenea, prezintă numeroși nervi și vase de sânge. În perioadele cu temperaturi mai scăzute, mușchiul cremaster se contractă și trage scrotul mai aproape de corp, în timp ce mușchiul dartos îi conferă un aspect ridat; când temperatura crește, mușchii cremaster și dartos se relaxează pentru a da jos scrotul departe de corp și, respectiv, pentru a îndrepta ridurile. Scrotul rămâne conectat cu abdomenul sau cavitatea pelvină prin canalul inghinal sau cordonul spermatic, format din artera spermatică, vena spermatică și nerv pudendal, legați împreună cu țesutul conjunctiv, trece în testicul prin canalul inghinal.

## Organe genitale interne

### Testiculele
Testiculele au două funcții majore: să producă spermatozoizi prin divizarea meiotică a celulelor germinale în tubulii seminiferi , să sintetizeze și să secrete hormoni androgeni care reglează funcțiile de reproducere masculină. Locul producției de hormoni androgeni este celulele Leydig care sunt situate în interstițiul dintre tubuli seminiferi.
La nouă săptămâni, diferențierea masculină a gonadelor și a testiculelor este în curs de desfășurare. Modificările interne includ formarea tubulilor seminali (tubulețele Chris, în rete testis, din cordonul sexual primar. Pe suprafața exterioară a fiecărui testicul se dezvoltă un cordon fibro-muscular numit gubernaculum. Această structură se atașează de porțiunea inferioară a testiculului și se extinde în fascia sacral-labială a aceleiași părți, în același timp, o porțiune a canalului mezonefric embrionar adiacent testiculului este atașată și coevoluează formând epididimul. O altă porțiune a canalului mezonefritic devine canal deferent. 
Coborârea testiculelor la locația sa finală, pe peretele abdominal anterior, și urmată de dezvoltarea gubernaculumului care ulterior trage și translocă testicul în scrotul în curs de dezvoltare, are loc, și în cele din urmă, pasajul se închide în spatele testiculului. Un eșec în acest proces poate provoca hernie inghinală indirectă sau un hidrocel infantil. Testiculele coboară în sacul scrotal între săptămâna a șasea și a zecea. Diferențierea acestui lucru nu apare decât în cea de-a 28-a săptămână și știm că formează canalele și peretele abdominal pentru a oferi deschideri de la cavitatea pelvină la sacul scrotal. Procesul prin care un testicul coboară nu este bine înțeles, dar pare să fie asociat cu scurtarea gubernaculumului, care este atașat de testicul și se extinde pe canalul inghinal până la peretele scrotului, deoarece un testicul se poate simți la trecerea pe partea din spate a vezicii urinare și anterioară a simfizei pubiene. Poartă cu ea canalele deferente, adică vasele testiculare și nervii, o porțiune a mușchiului abdominal și vasele limfatice. Toate structurile rămân atașate de testicul și formează ceea ce este cunoscut sub numele de cordon spermatic până la momentul în care testicul este în sacul scrotal, gubernaculumul nu este mai mult decât o rămășiță de țesut cicatrizant. 

### Epididim

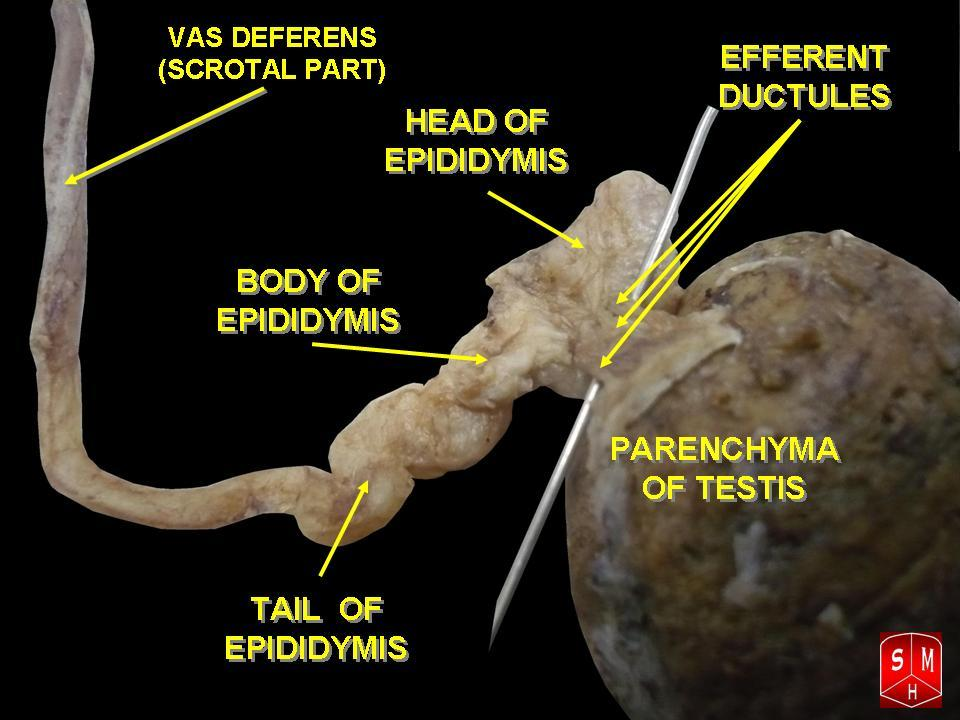
Epididimul

Epididimul este o masă albicioasă lungă asemeni unui tub strâns înfășurat. Spermatozoizii care sunt produși în tubii seminiferi se scurg în epididim. În timpul trecerii prin epididim, spermatozoizii suferă maturizare și sunt concentrați prin acțiunea canalelor ionice situate pe membrana apicală a epididimului. 

### Canalele deferente
Canalele deferente, cunoscute și sub numele de canale spermatice, sunt două tuburi subțiri de aproximativ 30 centimetri lungime care încep de la epididimul fiecărui testicul până în pelvis, ajungând la prostată unde se unesc. Poartă spermatozoizii de la epididim la canalul ejaculator.

### Glande accesorii
Sunt trei glande accesorii care furnizează lichide lubrifiante ale canalelor seminale și hrănesc celulele spermatice. Ele sunt veziculele seminale, în număr de două, prostata - organ impar, și glandele bulbouretrale (glandele Cowper) glande duble care se deschid la nivelul uretrei în apropierea corpului penisului.
Veziculele seminale se formează din depășirile laterale ale caudalei și ale fiecărui canal mezonefritic; glanda prostatică apare dintr-o extindere indodermică a sinusului urogenital; glandele bulbouretrale se dezvoltă din extinderi ale porțiunii membranei uretrei. 

## Dezvoltare
Dezvoltarea embrionară și prenatală a aparatului genital masculin este procesul prin care organele reproducătoare cresc, se maturizează și se consilidează. Începe cu un singur ou fecundat și culminează cu 38 de săptămâni mai târziu și nașterea unui copil. Dezvoltarea intrauterină este o parte din etapele diferențierii sexuale. Dezvoltarea sistemului reproducător masculin este paralel cu dezvoltarea sistemului urinar. Dezvoltarea ambelor aparate poate fi, de asemenea, descrisă împreună ca dezvoltare a organelor urinare și de reproducere. 
Sexul genetic este determinat dacă un spermatozoid purtător Y sau următorul purtător fertilizează deschis; prezența sau absența unui cromozom Y determină, la rândul său, dacă gonadele embrionului vor fi testicule sau ovare; iar prezența sau absența testiculelor determină dacă organele accesorii sexuale și organele genitale externe vor fi masculine sau feminine. Această secvență este de înțeles prin prisma faptului că atât embrionii masculini, cât și cei feminini se dezvoltă în mediul matern - bogat în estrogen secretat de ovarele mamei și de placentă. Dacă estrogenul ar determina sexul, toți embrionii ar deveni feminizați. 

### Determinare sexuală

Cariotipul uman

Identitatea sexuală este determinată la fertilizare, atunci când sexul genetic al zigotului a fost inițializat de o celulă spermică care conține fie un cromozom sexual X, fie Y. Dacă această celulă spermatozoidă conține un cromozom X, va coincide cu cromozomul X al ovulului și se va dezvolta un copil feminin . O celulă spermatozoidă care poartă un cromozom Y are ca rezultat o combinație XY și se va dezvolta un copil de sex masculin.  
Sexul genetic este determinat dacă gonadele vor fi testicule sau ovare. În embrionul în curs de dezvoltare, dacă testiculele sunt dezvoltate, acesta va produce și secreta hormoni sexuali masculini în timpul dezvoltării embrionare târzii și va face ca organele sexuale secundare ale bărbatului să se dezvolte.  

### Embriologia organelor genitale masculine
Structurile embrionare care se masculinizează sub influența secreților hornmonale ale testiculelor sunt indicate în tabelul de mia jos: 
| Formațiuni embrionare | Organe masculine     | Organe feminine           |
| --------------------- | -------------------- | ------------------------- |
| Tubercul genital      | Penis                | Clitoris, Bulb clioridian |
| Pliu urogenital       | Rafeu scrotal/penian | Labia mică                |
| Falduri labioscrotale | Scrot                | Labia mare                |

Prostata derivă din sinusul urogenital, iar celelalte structuri embrionare se diferențiază în organele genitale externe. În absența secrețiilor testiculare, se formează organele genitale feminine.
La șase săptămâni după concepție, diferențierea organelor genitale externe la bărbat și femeie încă nu are loc. La opt săptămâni se evidențiază penisul distinc, în faza de indiferențiere. Până la a 10-a - 12-a săptămână, organele genitale sunt diferențiate ca sex masculin sau sex feminin și provin din structurile lor omologe. La 16 săptămâni după concepție, organele genitale sunt formate și distincte.
Masculinizarea structurilor reproductive embrionare apare ca rezultat al testosteronului secretat de testiculele embrionare. Totuși, testosteronul nu este agentul activ al acestor organe. Odată ajuns în celulele țintă, testosteronul este transformat cu ajutorul unei enzime numite 5a-reductază în dihidrotestosteron (DHT). DHT mediază efectul androgenic în aceste organe. 

### Diferențierea organelor genitale externe
Organele genitalele externe ale bărbatului se diferențiază de cele ale femeii până la sfârșitul săptămânii a 9-a a dezvoltării intrauterine. Înainte de aceasta, tuberculul genital la ambele sexe o proeminență care se dezvoltă cltoris, la femeie, sau în penis la bărbat.Din șanțul uretral se formează pe suprafața ventrală a falusului, la început de dezvoltare în timpul diferențierii organelor genitale externe. Aceasta este cauzată de hormonii androgenii produși și secretați de testicule. Dezvoltarea indusă de hormonii androgeni provoacă alungirea și diferențierea tuberculului genital într-un penis, o fuziune a pliurilor urogenitale care înconjoară șanțul uretral de-a lungul suprafeței ventrale a penisului și o închidere a liniei medii a pliurilor labioscrotale. Această închidere formează peretele scrotului. Organele genitalele externe sunt complet formate până la sfârșitul săptămânii a 12-a.   
La naștere, dezvoltarea sistemului prepubertal de reproducere masculină este finalizată. În al doilea trimestru de sarcină, secreția de testosteron la bărbat scade astfel încât la naștere testiculele sunt inactive.  Secreția de gonadotropină este scăzută până la începutul pubertății. 

### Pubertate
În perioada pubertății secreția crescută de gonadotropină stimulează crearea de hormoni steroizi sexuali în testicule. Secreția crescută de testosteron din testicule, în timpul pubertății, determină caracterele sexuale secundare masculine să se manifeste.  
Caracteristicile sexulale secundare masculine includ: 
- Creșterea părului corporal (pe brațele, abdomen, piept și pubis). [15] [16]
- Creșterea părului facial .
- Mărirea laringelui (mărul lui Adam) și îngroșarea vocii .  [17]
- Statura înălțată; bărbații adulți sunt în medie mai înalți decât femeile adulte.
- Craniul și structura osoasă mai grele.
- Creșterea masei musculare și a forței.
- Lărgirea umerilor și a pieptului; umeri mai lați decât șoldurile. [18]
- Secreții crescute ale glandelor sudoripare și sebacee.
- Dezvoltarea secundară include activitatea crescută a glandelor sudoripare exocrine și a glandelor sebacee, dar și întunecarea pielii scrotului. [13]

## Omologie
Sistemul corespunzător aparatului masculin la femei este aparatul genital feminin.

## Semnificație clinică

### Anomalii cromozomiale

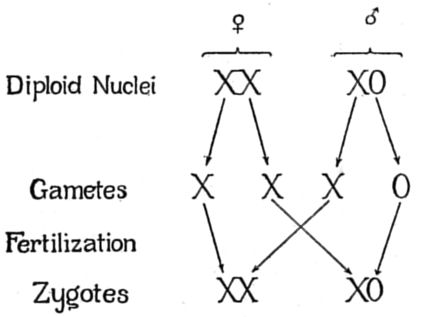
Cromozomi sexuali în determinarea sexului XO

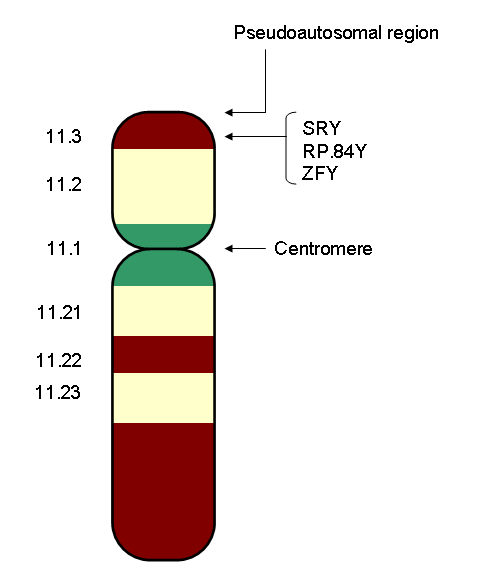
YChromShowingSRY2

Anomaliile cromozomiale pot apărea în timpul fertilizării care afectează dezvoltarea aparatului reproducător masculin. Genotipul masculului este format dintr-un cromozom Y asociat cu un cromozom X. Sexul feminin este determinat de absența unui cromozom Y. Unele persoane sunt bărbați care au sindromul XX masculin și sindromul de insensibilitate la androgeni . Aceasta se produce atunci când un cromozom X conține un segment al cromozomului Y, care a fost introdus în cromozomul X al spermei tatălui. Rareori femelele se nasc cu genotipul XY. S-a descoperit că lipsește aceeași porțiune a cromozomului Y în care a fost introdus în cromozomul bărbaților XX. Gena pentru diferențierea sexuală la om, numită factorul determinant al testiculului (TDF),  este localizată pe brațul scurt al cromozomului Y.   Prezența sau absența cromozomului Y determină dacă embrionul va avea testicule sau ovare. Poate apărea un număr anormal de cromozomi sexuali ( aneuploidie ). Aceasta include sindromul Turner - un singur cromozom X este prezent,  Sindromul Klinefelter - sunt prezenți doi cromozomi X și un cromozom Y, sindromul XYY și XXYY . Alte aranjamente cromozomiale mai puțin obișnuite includ: sindromul triplu X, 48, XXXX și 49, XXXXX .  

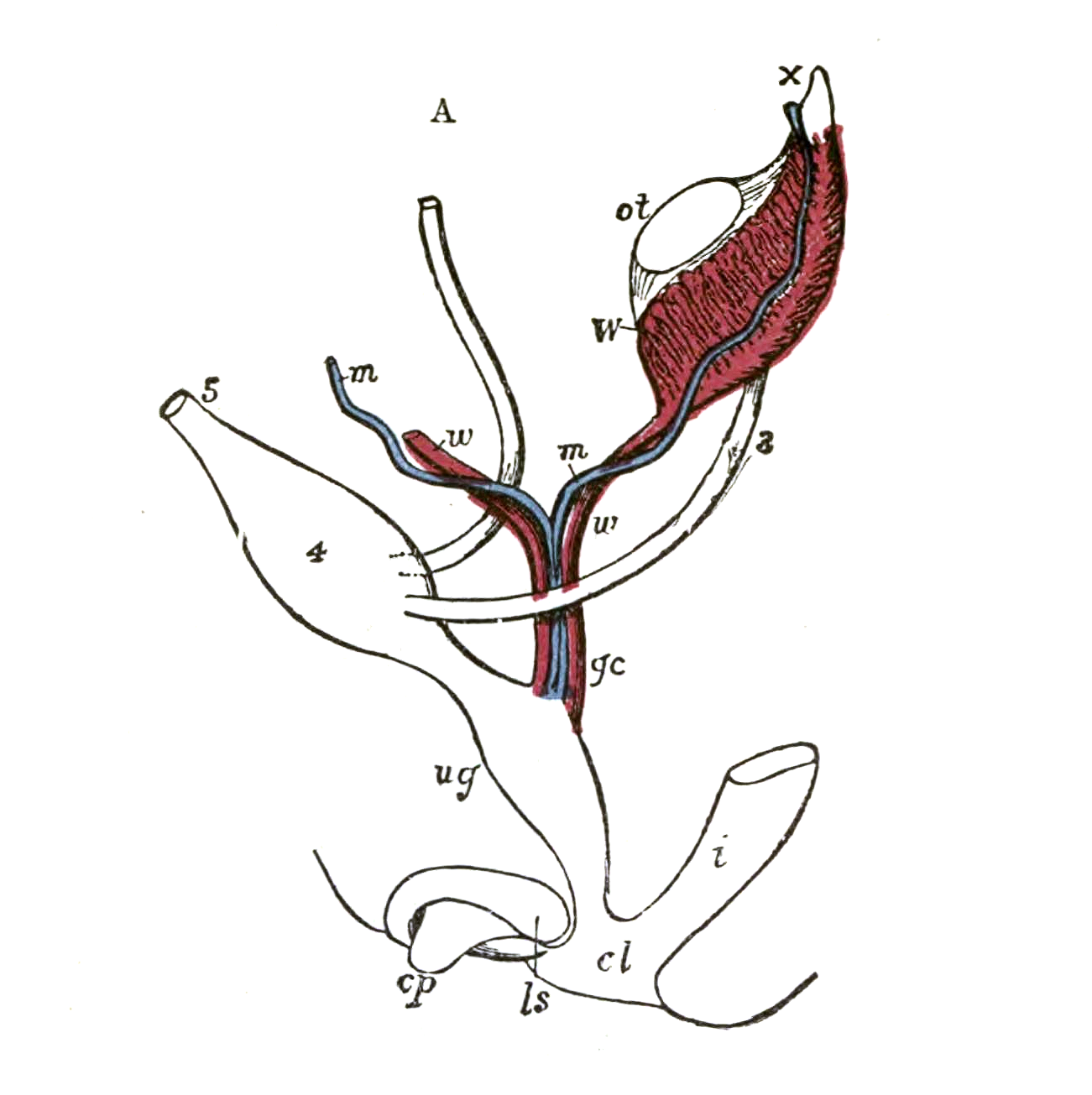
A. - Diagrama organelor urogenitale primitive din
* w, w. Canalele Wolffian drept și stânga.

Diferențele vizibile observabile devin evidente între organele reproducătoare de sex masculin sau feminin nu se văd inițial. Maturizarea continuă pe măsură ce aspectul medial al fiecărui mesonefros crește pentru a forma creasta gonadală. Creasta gonadală continuă să crească în spatele membranei peritoneale în curs de dezvoltare. Până la săptămâna a șasea, congregații de celule asemănătoare cu șiruri, numite cabluri sexuale primitive se formează în creasta gonadelor în lărgire. Extern, deasupra membranei cloacale apare o umflătură numită tubercul genital. 

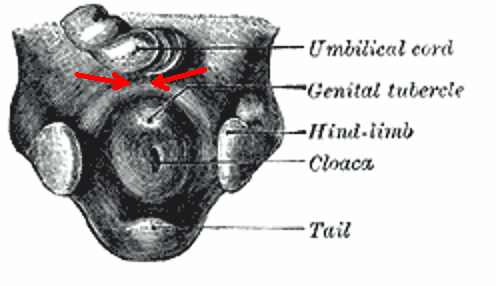
Mezodermul se extinde până la linia medioventrală

Delimitările externe nu sunt observate nici măcar în a opta săptămână de dezvoltare preembrionică. Aceasta este etapa indiferentă în timpul căreia gonadele sunt relativ mari și au un cortex exterior de cordoane sexuale primitive și o medulă interioară. 
Celulele germinale primordiale specializate se formează și migrează din sacul gălbenușului către gonadele embrionare în timpul săptămânii opt și nouă. Acestea sunt spermatagonia la masculul în curs de dezvoltare. Înainte de șapte săptămâni de la fertilizare, gonadele au potențialul de a deveni testicule sau ovare. Organele sexuale reproducătoare atât pentru bărbați, cât și pentru femei sunt derivate din aceleași țesuturi embrionare și sunt considerate țesuturi sau organe omologe. 

Testosteronul

După ce testiculele  s-au diferențiat, hormonii sexuali masculini, numiți androgeni, sunt secretați de celulele interstițiale (celulele Leydig). Hormonul androgen major secretat de aceste celule este testosteronul și secreția începe la 8 până la 10 săptămâni de la concepție. Secreția de testosteron atinge un maxim la 12 până la 14 săptămâni și scade la niveluri foarte scăzute până la sfârșitul celui de-al doilea trimestru (aproximativ 21 de săptămâni). Nivelurile sunt abia detectabile la vârsta de 4-6 luni postnatal.   Nivelurile ridicate de testosteron nu vor apărea din nou până în momentul pubertății.  
Organele sexuale interne accesorii se dezvoltă și cele mai multe dintre acestea sunt derivate din două sisteme de conducte embrionare. Organele accesorii masculine sunt derivate din conductele mezonefrice (Wolf). Tubulele în curs de dezvoltare din testicule secretă un factor de inhibiție a polipeptidului Müllerian (MIF). MIF provoacă regresia conductelor paramezonefritice la 60 de zile de la fertilizare. Secreția de testosteron de către celulele interstițiale ale testiculelor determină apoi creșterea și dezvoltarea canalelor mezonefrice în organele sexuale secundare masculine.  Atrofia canalelor Mülleriene, dar urmele capetelor lor anterioare sunt reprezentate de apendicele testicular ( hidatidele Morgagni de sex masculin), în timp ce porțiunile lor fuzibile terminale formează utriculusul pe baza uretrei prostatice. Acest lucru se datorează producției de hormon anti-Müllerian de către celulele Sertoli ale testiculelor. 

### Afecțiuni
- Sindromul scrotului acut - se manifestă prin inflamație apărută brusc, cu dureri, care se intensifică în dinamică, tumefiere, hiperemie, căldură locală la nivelul testucului, de obicei la copii.[28]
- Fistulă stercorală a scrotului.[29]

## Galerie

Vedere în perspectivă
Vedere sagitală
Vedere din față